# Bonyhád
Bonyhád là một thành phố thuộc hạt Tolna, Hungary. Thành phố này có diện tích 72,13 km², dân số năm 2010 là 13963 người, mật độ 194 người/km².